# 2e armée (guerre franco-prussienne)
Pour les articles homonymes, voir 2e armée.
La 2e armée est une unité de l'armée prussienne à court terme pendant la guerre franco-prussienne de 1870/71 et se compose de troupes prussiennes et saxonnes.

## Histoire
Après la guerre austro-prussienne et la fondation de la Confédération de l'Allemagne du Nord, Bismarck conclut des alliances protectrices et défensives avec les autres États allemands du sud, qui prévoient une action commune en cas de conflit étranger. Le 19 juillet 1870, six jours après la dépêche d'Ems, l'empereur français Napoléon III déclare la guerre à la Prusse et ordonne la mobilisation. La Confédération de l'Allemagne du Nord sous la direction de la Prusse avec les États allemands du sud de Bavière, Wurtemberg, Bade et Hesse alliés avec elle se mobilise. La France déclenche la guerre franco-prussienne le 2 août avec une attaque de six divisions françaises sur le territoire allemand près de Sarrebruck. La 3e armée pénètre dans la partie sud de l'Alsace, la 1re armée (de) au sud du Luxembourg jusqu'à la Moselle, suivie de la 2e armée. Le commandant en chef de la 2e armée est le général de cavalerie Frédéric-Charles de Prusse, et le colonel Gustav von Stiehle occupe le poste de chef d'état-major général. La 2e armée compte environ 170 000 hommes, 21 900 cavaliers et 546 pièces d'artillerie. Au début de la guerre, le quartier général est à Mayence.

## Structure de l'armée le1eraoût1870

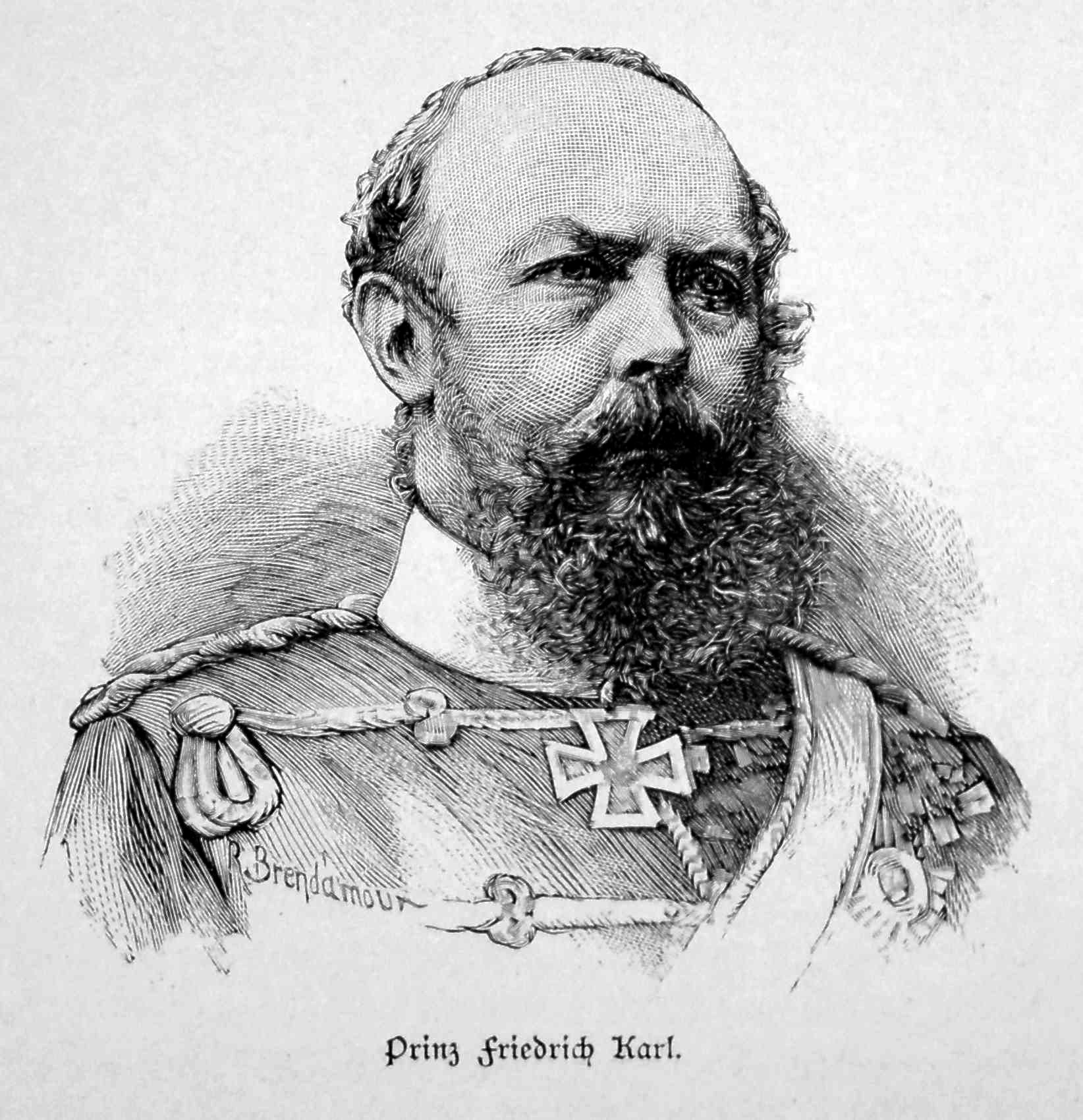
Le prince Frédéric-Charles de Prusse, commandant en chef

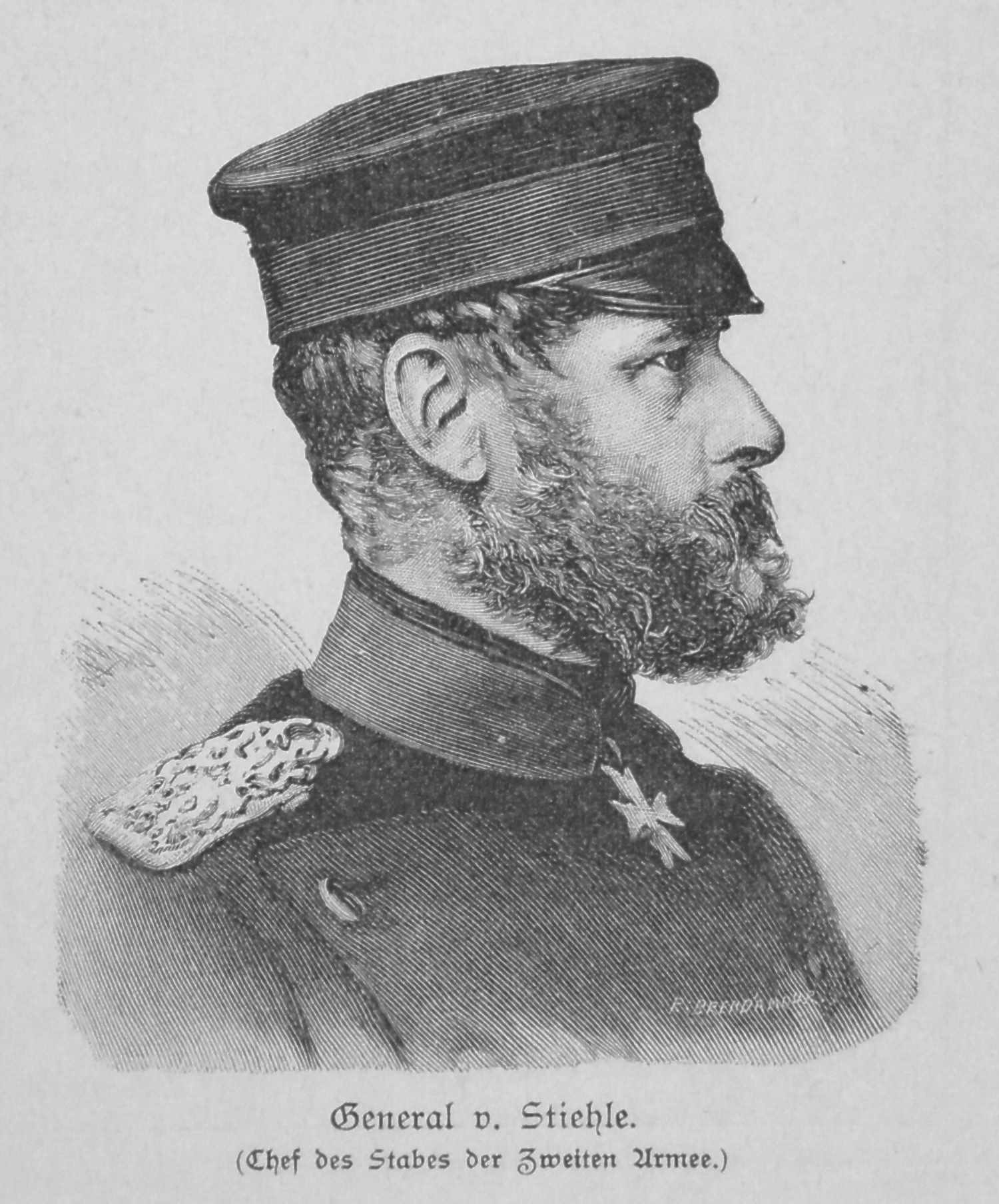
Général Gustav von Stiehle, chef d'état-major

- 3e corps d'armée : lieutenant-général Konstantin von Alvensleben
  - 5e division d'infanterie : lieutenant-général Ferdinand von Stülpnagel
  - 6e division d'infanterie : lieutenant-général Gustav von Buddenbrock

- 4e corps d'armée : général d'infanterie Gustav d'Alvensleben
  - 7e division d'infanterie : lieutenant-général Julius von Groß
  - 8e division d'infanterie : lieutenant-général Alexander von Schoeler

- 9e corps d'armée : général d'infanterie Gustav von Manstein
  - 18e division d'infanterie : lieutenant-général Karl von Wrangel
  - 25e division d'infanterie : prince Louis de Hesse

- 10e corps d'armée : général d'infanterie Konstantin Bernhard von Voigts-Rhetz
  - 19e division d'infanterie : lieutenant-général Emil von Schwartzkoppen
  - 20e division d'infanterie : général de division Alexander von Kraatz-Koschlau

- 12e corps d'armée : prince héritier Albert de Saxe
  - 23e division d'infanterie : lieutenant-général Prince Georges de Saxe
  - 24e division d'infanterie : général de division Gustav Erwin Nehrhoff von Holderberg
  - 12e division de cavalerie : général de division Franz zur Lippe-Biesterfeld-Weißenfeld (de)

- Lieutenant-général du corps de la Garde : Prince Auguste de Wurtemberg
  - 1re division d'infanterie de la Garde : général de division Alexander von Pape
  - 2e division d'infanterie de la Garde : lieutenant-général Rudolph Otto von Budritzki
  - Division de cavalerie de la Garde : lieutenant-général Karl Friedrich von der Goltz
  - 5e division de cavalerie : lieutenant-général Albert von Rheinbaben
  - 6e division de cavalerie : lieutenant-général Guillaume de Mecklembourg[1]

Force totale de la 2e armée : 156 bataillons, 148 escadrons et 91 batteries (546 canons)

## Historique des campagnes

### Bataille de Metz

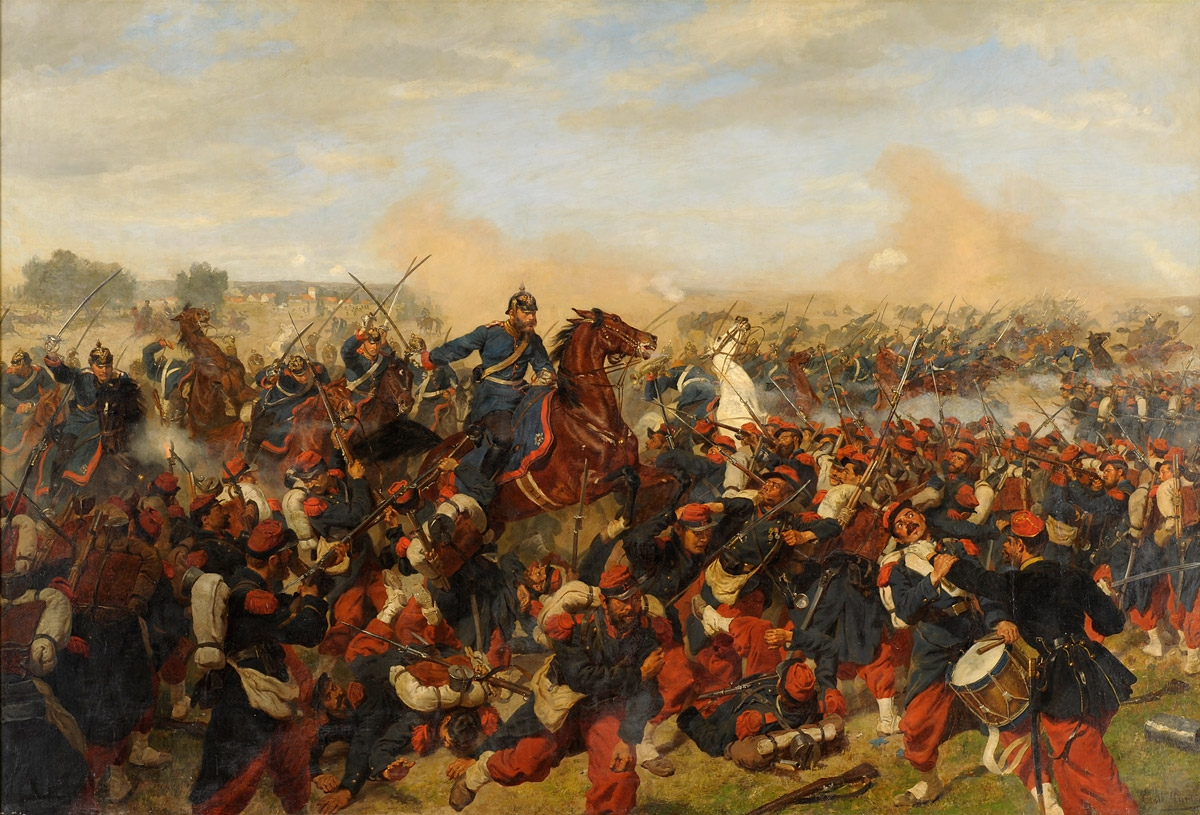
Henri XVII Reuss (1839-1870) tombe à Mars-la-Tour, d'après Emil Hünten

Les 1re et 2e armées attirent sur elles l'armée française du Rhin commandée par le maréchal François-Achille Bazaine au début du mois d'août 1870 et affrontent l'ennemi dans la région de la forteresse de Metz dans plusieurs grandes batailles majeures. Bazaine reçoit l'ordre de se retirer de Metz via Verdun jusqu'à Châlons et de s'unir à d'autres unités sous les ordres de Mac-Mahon. Le retrait commence en différé le 15 août par Gravelotte et à partir de là, en deux colonnes sur Doncourt et Etain ou sur Vionville, Mars-la-Tour et Fresnes. Bien que la marche française vers l'ouest, déjà prévue pour le 13 août mais interrompue par la bataille de Borny-Colombey, a commencé le 15 août, l'aile gauche (2e et 6e corps d'armée et corps de la Garde français) n'a atteint que Rezonville, L'aile droite (3e et 4e corps d'armée français) n'a que partiellement atteint Vernéville. Trois divisions étant encore dans la vallée de la Moselle, Bazaine ordonne le 16 août que la poursuite du retrait n'ait lieu que dans l'après-midi, afin de permettre aux 3e et 4e corps d'armée de suivre. Une halte a déjà été ordonnée pour le matin du 16 août afin de réapprovisionner les rations et les munitions. Le 3e corps d'armée prussien (Alvensleben) qui le poursuit a reçu l'ordre de traverser la Moselle à Novéant et Champey. Il est renforcé par la 6e division de cavalerie. Dans le même temps, le 10e corps d'armée (Voigts-Rhetz), qui a déjà occupé Pont-à-Mousson et la rive gauche de la Moselle, reçoit l'ordre de reconnaître la route Metz-Verdun avec la 5e division de cavalerie. Le 3e corps d'armée doit poursuivre sa route via Gorze et Onville, le 10e corps d'armée de faire une avancée sur la route Metz-Verdun via Thiaucourt. Les autres corps de la 2e armée (Garde, 12e, 4e, 2e et 9e), dont certains ont également déjà franchi la Moselle, doivent poursuivre leur marche vers l'ouest pour placer les Français sur la Meuse. En cela, le Haut Commandement suppose que la masse principale de l'armée du Rhin est déjà en pleine marche vers Verdun. Or, ce n'est pas le cas. Le 3e corps d'armée rencontre trois corps français complets dans son avancée vers Rezonville. La bataille de Mars-la-Tour, qui s'ensuit le 16 août, fait reculer l'Armée française du Rhin, suivie le 18 août de la bataille de Saint-Privat : les Français ont pris une excellente position de repli et attendent les troupes prussiennes sur un terrain qui s'élève régulièrement vers l'est. Alors que les 3e et 4e corps d'armée français prennent position au centre, les ailes au sud sont occupées par le 2e corps d'armée et au nord par le 6e corps d'armée. La Garde française reste en réserve derrière l'aile sud. Pour les Prussiens, le 9e corps d'armée (Manstein) a déjà pris position au centre du front de bataille. De même, l'aile droite avec la 1re armée est déjà en position, ici les 8e et 7e corps d'armée sont prêts à combattre. La bataille, qui s'est engagée frontalement, est interrompue par l'encerclement par le corps de la Garde et le 12e corps d'armée à travers Saint-Privat au nord, il est victorieusement décidé. Le maréchal Bazaine est contraint de se replier sur Metz après cette défaite et y est piégé avec environ 180 000 soldats.

### Siège de Metz

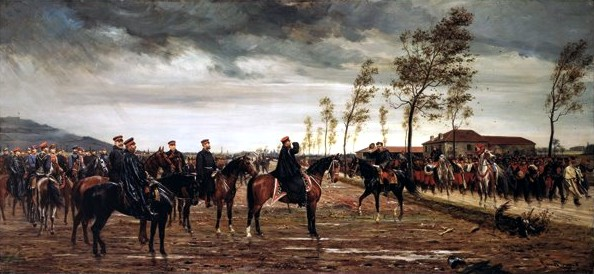
Reddition de Metz, 27 octobre 1870

Bazaine et ses troupes sont encerclés par la 2e armée (rive gauche de la Moselle) et la 1re armée (rive droite de la Moselle) à partir du 20 août. Une armée de la Meuse (de), nouvellement formée, composée du corps de la Garde et du 4e corps d'armée, des 5e et 6e divisions de cavalerie et du corps d'armée saxon, avec un total combiné de 70 028 hommes, 16 247 chevaux et 288 canons, est détachée de l'armée de siège devant Metz et regroupée à l'ouest pour soutenir la 3e armée. Le prince Frédéric-Charles, qui a établi son quartier général à Corny, assume le commandement suprême des troupes de siège : les 1er et 7e corps d'armée se trouvent sur la rive droite de la Moselle, le 2e dans la vallée de la Moselle au sud de Metz, les 8e, 9e, 3e et 10e sur la rive gauche, la 3e division de réserve du général von Kummer dans la vallée au nord de Metz. Bazaine tente sans succès de briser le cercle du siège le 31 août en attaquant à Noisseville. Dans la nuit du 1er au 2 octobre, Bazaine fait avancer l'infanterie sous les ordres du maréchal Canrobert au nord de Woippy dans les champs entre les lignes. L'attaque française sur Failly et Rupigny est non seulement repoussée, mais après l'intervention complète de la 18e division du général von Wrangel, elle est même repoussée au-delà du ruisseau de Chieulles. Une autre sortie est dirigée contre Ladonchamps, Sainte-Agathe, Saint-Rémy et Bellevue. Les Prussiens (une partie du 3e corps d'armée) doivent se retirer de la ligne la plus extérieure, des villes de Ladonchamps et de Sainte-Agathe, mais réussissent à tenir la deuxième ligne fortifiée. Au cours de la bataille, les Prussiens réussissent à repousser les Français sur leurs positions initiales. L'attaque finale de l'Armée du Rhin commence le 7 octobre 1870, près des villes de Bellevue, St-Rémy, Grandes Tapes et Petites Tapes. Le but de la bataille de Bellevue n'est plus de faire éclater l'union avec d'autres unités, mais d'obtenir des vivres. Le siège de Metz dure jusqu'au 27 octobre 1870, et le manque de renforts et d'approvisionnement contraint Bazaine à se rendre avec environ 150 000 hommes.

### Campagne de la Loire

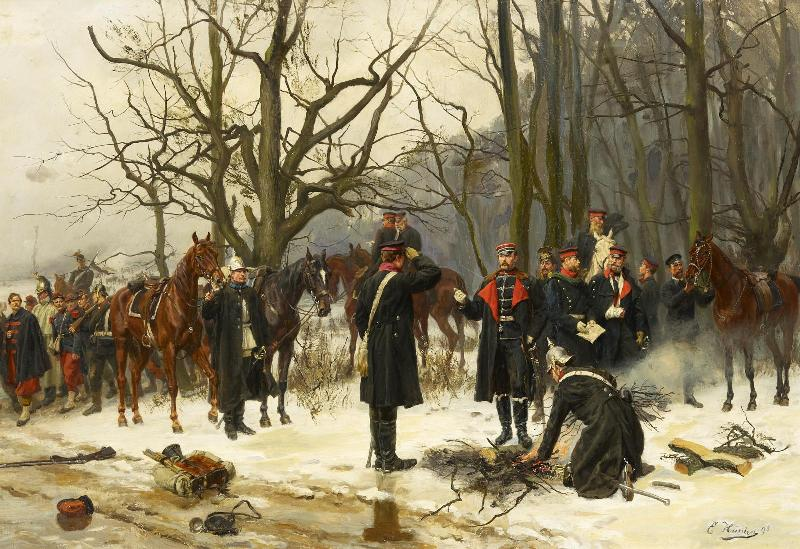
Frédéric-Charles avant Orléans

La 2e armée est libérée et marche vers la Loire, où une nouvelle forte armée française s'est formée sous le commandement du général Louis d'Aurelle de Paladines. Leur objectif est de briser le siège de Paris, qui avait entre-temps été encerclé par la 3e armée. Le 10 novembre, la 2e armée, avec les 2e, 3e, 9e et 10e corps d'armée, atteint la ligne de Troyes à Chaumont. Le prince Frédéric-Charles opère désormais en étroite collaboration avec la division de l'armée du grand-duc de Mecklembourg (1er corps d'armée royal bavarois, deux divisions d'infanterie prussiennes et deux divisions de cavalerie). Fin novembre, d'importants combats ont lieu sur la Loire. Les unités de la 2e armée, remontées de Metz, sont arrivées dans la zone située au sud de Paris, et le groupe d'armées du grand-duc est revenu du Mans. Après une rencontre à Ladon et Maizières le 24 novembre, une nouvelle avancée française sur Paris commence à se dessiner. L'avance française se fait avec les divisions individuelles côte à côte sur une largeur de 80 km. Cette avancée est stoppée sur l'aile droite française le 28 novembre 1870 à la bataille de Beaune-la-Rolande. Après un succès à la bataille de Villepion (de) le 1er décembre, le centre de l'armée de la Loire subit également une défaite importante le 2 décembre à la bataille de Loigny et Poupry, et est contraint de se retirer vers Orléans. Lors de la bataille d'Orléans les 3 et 4 décembre 1870, l'armée de la Loire, commandée par de Paladines, subit une nouvelle fois une défaite décisive. Le 9e corps d'armée, à la tombée de la nuit du 4 décembre, ne s'attend plus à ce que la prise d'Orléans soit possible ce jour-là. Par conséquent, le commandant en chef, le prince Frédéric-Charles, qui se trouve avec le corps d'armée, ordonne l'arrêt des combats. Peu après, cependant, les premières unités du 3e corps d'armée marchent dans la ville, qui est déjà évacuée par l'ennemi. Dans sa retraite d'Orléans, cependant, l'armée française est divisée en deux. Trois corps français (15e, 18e et 20e) sont maintenant sous le commandement de Bourbaki et se replient en direction sud-est vers Bourges.

### Batailles de poursuite après Le Mans
L'avance prussienne atteint Vendôme le 17 décembre, où elle est interrompue jusqu'au 6 janvier 1871. Après la bataille d'Orléans, l'initiative stratégique sur la Loire revient uniquement aux Prussiens. Les 16e, 17e et 21e corps français scindés forment ce qu'on appelle la deuxième armée de la Loire sous le commandement du général Chanzy, qui se replie vers l'ouest en direction du Mans dans une longue série de batailles de repli, notamment la bataille de Beaugency. L'armée de Chanzy est à nouveau vaincue de manière décisive au début de la bataille du Mans (6-12 janvier) et poursuivie presque jusqu'à la côte atlantique. Après des pertes de près de 80 000 hommes dans cette bataille, dont la moitié sont des déserteurs, l'armée de la Loire ne représente plus une menace pour les forces prussiennes pour le reste de la guerre. Pour les Prussiens, la menace qui pèse sur le siège de Paris par le sud est désormais écartée.